# فيتامين بي5

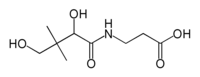
حمض بانتوثينيك

حمض البانتوثنيك، المعروف أيضا باسم فيتامين بي5 (بالإنجليزية: Vitamin B5)‏ هو فيتامين بي قابل للذوبان في الماء وبالتالي فهو عنصر غذائي أساسي. يحتاج البشر والحيوانات إلى حمض البانتوثنيك من أجل توليف الإنزيم المساعد أ (CoA) - الضروري لاستقلاب الأحماض الدهنية - وكذلك بشكل عام، لتجميع واستقلاب البروتينات، الكربوهيدرات، والدهون.
حمض البانتوثنيك هو مزيج من حمض البانتويك وبيتا-ألانين. اسمه مستمد من البانتو اليوناني، وهذا يعني «من كل مكان»، حيث توجد كميات صغيرة على الأقل من حمض البانتوثنيك في كل طعام تقريبا. النقص في البشر نادر جدا. كمكمل غذائي أو مكون علف حيواني، فإن الشكل الشائع الاستخدام هو بانتوثنينات الكالسيوم بسبب الاستقرار الكيميائي، وبالتالي العمر الافتراضي الطويل للمنتج، مقارنة ببانتوثنينات الصوديوم أو حمض البانتوثنيك الحر.

## أهميته الحيوية
يمتص حمض البانتوثينيك في الأمعاء ثم تتم فسفرته بواسطة ثلاثي فوسفات الأدينوسين (أدينوزين ثلاثي الفوسفات) إلى 4-فوسفوبانتوثينات.
والصورة النشطة من حمض البانتوثينيك هي كونزيم أcoenzyme A (CoA) والبروتين الحامل الأسيلAcyl Carrier Protein (ACP) وكوإنزيم (مساعد إنزيم) أ يعمل في أيض ونقل السلاسل الكربونية ولذلك فهو مطلوب لهدم الكربوهيدرات والبروتينات واللبيدات.
الفيتامين مطلوب أيضاً للنمو الصحي السليم للشعر وهو يستخدم في الطب الطبيعي كبديل للكورتيزون.

## الآثار الجانبية
نقص فيتامين بي5 نادر لأنه منتشر في أغلب أنواع الطعام كما هو مذكور سابقاً. وهذا النقص يسبب متلازمة القدم المحترقة التي لوحظت في أسرى الحرب وهي مصحوبة بنقص القدرة على إضافة مجموعة الأسيتيل.
وأعراض النقص هذه تشمل الحساسية ونقص هرمونات الغدة الكظرية ومرض أديسون وروماتويد المفاصل.
وقد اظهرت دراسة في عام 1997 أن حب الشباب قد يكون مرتبطاً بنقص فيتامين بي5.

## التسمم
التسمم من الفيتامين ب5 غير محتمل. لا يوجد «المستوى الأعلى المسموح» لهذا الفيتامين. لا يوجد عوارض جانبيّة عند تناول كمية كبيرة من الفيتامين ب5 ولكن تناول كميات مثل 10غ يومياً قد يؤدي إلى الإسهال أو إلى اضطرابات معويّة.

## اقرأ أيضاً
- فيتامين أ
- فيتامين دي
- فيتامين بي مركب
- فيتامين بي1 (ثيامين)
- فيتامين بي2 (رايبوفلافين)
- فيتامين بي3 (ناياسين)
- فيتامين بي6 (بيريدوكسين)
- فيتامين بي7 (بيوتين)
- حمض فوليك (بي 9)
- فيتامين بي12 (كوبالامين)
- فيتامين سي (حمض أسكوربيك)
- فيتامين إي
- فيتامين كي